# Damian O'Hare
Damian O'Hare (Belfast, 13 agosto 1977) è un attore britannico.
Conosciuto per avere interpretato il soldato inglese Gilette nella saga Disney, apparendo in 2 film della saga: La maledizione della prima luna del 2003 diretto da Gore Verbinski e Pirati dei Caraibi - Oltre i confini del mare del 2011 diretto da Rob Marshall.

## Filmografia

### Cinema
- La maledizione della prima luna (Pirates of the Caribbean: The Curse of the Black Pearl), regia di Gore Verbinski (2003)
- Fractured, regia di Johnny Kevorkian - cortometraggio (2007)
- Rotto (The Broken), regia di Sean Ellis (2008)
- Pirati dei Caraibi - Oltre i confini del mare (Pirates of the Caribbean: On Stranger Tides), regia di Rob Marshall (2011)
- Whadd'ya Say?, regia di Karl Harpur - cortometraggio (2016)
- Zoo, regia di Colin McIvor (2017)
- Alice e Peter (Come Away), regia di Brenda Chapman (2020)

### Televisione
- Ultimate Force – serie TV, episodi 1x5 (2002)
- P.O.W. – serie TV, episodi 1x1 (2003)
- Foyle's War – serie TV, episodi 2x2 (2003)
- Red Cap – serie TV, episodi 2x4 (2004)
- If... – serie TV (2004)
- Holby City – serie TV, episodi 6x46 (2004)
- Titanic: Birth of a Legend, regia di William Lyons – film TV (2005)
- Northern Lights – serie TV, episodi 1x4 (2006)
- The Wild West – miniserie TV (2006)
- Casualty – serie TV, episodi 21x28 (2007)
- Metropolitan Police (The Bill) – serie TV, episodi 19x49-19x50-23x49 (2003-2007)
- Doctors – serie TV, episodi 10x51 (2008)
- The Royal – serie TV, 12 episodi (2008-2009)
- Taking the Flak – serie TV, 5 episodi (2009)
- Hatfields & McCoys – serie TV, episodi 1x1-1x2 (2012)
- CSI - Scena del crimine (CSI: Crime Scene Investigation) – serie TV, episodi 13x13 (2013)
- Hell on Wheels – serie TV, 4 episodi (2013)
- Agent Carter – serie TV, episodi 2x8 (2016)
- NCIS - Unità anticrimine (NCIS: Naval Criminal Investigative Service) – serie TV, episodi 13x23 (2016)
- Timeless – serie TV, episodi 1x10 (2016)
- 1923 – serie TV, episodio 1x08 (2023)

## Doppiatori italiani
Nelle versioni in italiano delle opere in cui ha recitato, Damian O'Hare è stato doppiato da:
- Roberto Certomà ne La maledizione della Prima Luna
- Teo Bellia in CSI - Scena del crimine
- Giuliano Bonetto in Hell on Wheels
- Alberto Bognanni in NCIS - Unità anticrimine
- Sergio Lucchetti in Perry Mason
- Alessio Cigliano in Manhunt
- Edoardo Nordio in 1923